# Nymphula dicentra
Nymphula dicentra là một loài bướm đêm trong họ Crambidae.